# فيتوس بيرنغ
فيتاس بيرنغ (12 أغسطس 1681 - 8 ديسمبر 1741) (بالإنجليزية: Vitus Jonassen Bering) مستكشف دنماركي خدم مع البحرية الروسية (حيث عرف باسم إيفان إيفانوفيتش). عرف بأعماله في اكتشاف ألاسكا وجزرها ومضيق بيرنغ الذي حمل اسمه.
فيتوس يوهانسن بيرنغ (1681 – 1741) رحالة بحري وضابط في الجيش الروسي والربان البحري ترأس البعثتين الجغرافيتين العلميتين في شبه جزيرة كامتشاتكا وبلغ ساحل شمال أمريكا واكتشف عددا من جزر أليوت. وقد أطلق اسم بيرينغ على جزيرة ومضيق وبحر.
ولد فيتوس بيرنغ عام 1681 في مدينة هورسنس الدانماركية وتخرج عام 1703 من الكلية الحربية في امستردام وتطوع في العام نفسه للخدمة العسكرية في روسيا برتبة الملازم الثاني ثم خدم في اسطول البلطيق الروسي ابان الحرب الشمالية الكبرى.
في عام 1707 تمت احالته إلى اسطول آزوف الروسي حيث شارك في الحرب مع تركيا ثم عاد إلى بحر البلطيق وترقى عام 1715 إلى النقيب البحري وتزوج من روسية.
خدم بيرنغ في فترة ما بين عام 1716 وعام 1724 في السلاح البحري الروسي قائدا للسفن الحربية واحيل إلى المعاش عام 1724 ثم عاد إلى الخدمة بطلب من القيصر بطرس الأول.
قرر القيصر بطرس الأكبر قبل موته بقليل بتوجيه بعثة جغرافية علمية إلى منطقة الشرق الأقصى وكلف بيرنغ بترأس بعثة كان من شأنها اكتشاف مضيق بحري يفصل بين أمريكا وآسيا أو برزخ يربط بينهما والنزول إلى الجنوب التفافا على القارة الأمريكية.
قام بيرنغ في اعوام 1725 – 1730 بالبعثة العلمية الأولى إلى ساحل كامتشاتكا. وقطع بيرنغ وزملاؤه مسافات هائلة عبر القارة الاوراسية من غربها إلى شرقها ووصلوا إلى دلتا نهر كامتشاكا حيث تم في عام 1728 بناء سفينة «القديس جبرائيل» التي توجهت في اتجاه شمال الشرق ومرت بمضيق يفصل بين آسيا وأمريكا وصولا إلى بحر تشوكوتكا دون أن تكتشف الساحل الأمريكي. ومن فضول تلك البعثة اكتشاف السواحل الشمالية الشرقية لاسيا التي بلغت طولها 3500 كيلومتر ورسم خرائطها والتأكيد على عدم اتصال آسيا بأمريكا.
انيط بيرينغ عام 1733 بمهمة ترأس البعثة العلمية الثانية إلى الشرق الأقصى.
انطلقت سفينتا «القديس بطرس» والقديس بولص" بقيادة الربانين فيتوس بيرينغ واليكسي تشيريكوف في 4 يونيو/حزيران عام 1741 من ميناء اخوتسك الواقع على ساحل بحر اخوتسك في المحيط الهادي متوجهتين إلى الساحل الشرقي لشبه جزيرة كامتشاتكا، وامضتا الشتاء في منطقة خليج افاتشينسكايا حيث تم تأسيس قلعة اطلقت عليها تسمية بيتروبافلوفس أو بالاحرى بطرص وبولص نسبة إلى القديسين والسفينتين.
وتعتبرمدينة بيتروبافلوفسك حاليا عاصمة لإقليم كامتشاكا الروسية.
وواجهت السفينتان في 20 يونيو/حزيران عاصفة بحرية شديدة ابعدتهما بعضهما عن الآخر ولم تتمكن من الاتصال لتقوما بالإبحار المشترك. لكنهما بلغتا كلاهما الساحل الأمريكي الشمالي الغربي. واصيب الربان بيرينغ في طريق العودة بمرض ومات بعد تحطم سفينته. وتم دفن جثمانه في جزيرة مجهولة أطلق عليها فيما بعد اسم بيرينغ. ولم يعد إلى خليج افاتشينسكا في ربيع عام 1742 الا 46 فردا من افراد الطاقم في سفينة «القديس بطرس».
في عام 1876 قام ممثلو الشركة الروسية الأمريكية بنصب صليب خشبي في مكان يرجح ان يقع فيه قبر بيرنغ. ثم اقام اهالي المنطقة في موقع القبر نصبا تذكاريا وصليبا حديديا يبلغ ارتفاعه 3.5 مترا.

## روابط خارجية
- فيتوس بيرنغ على موقع الموسوعة البريطانية (الإنجليزية)
- فيتوس بيرنغ على موقع إن إن دي بي (الإنجليزية)